# SH-03E
docomo STYLE series SH-03E（ドコモ スタイル シリーズ エスエイチ ゼロサン イー）は、シャープが開発した、NTTドコモの第三世代携帯電話（FOMA）端末、docomo STYLE seriesの一つである。

## 概要
本端末はNTTドコモ2012年 冬モデルであるSH-05Dの事実上の後継機種である。ただし形状はSH-05Dに比べスリム、軽量化されている。スタイリッシュ防水携帯というキャッチコピーとなっている。
元STYLE seriesクラスではあるが1.2GHzのスマートフォン並みの高速CPUを搭載しているほか、NTTドコモのスマートフォンで採用されているdocomo Palette UIを採用しており、スマートフォンのようにアプリケーションや機能などをグループ分けすることができる。
防犯ブザーが搭載されている。
2013年以降、フィーチャーフォンは原則「ドコモ ケータイ」というシリーズ名となるため、本機種がdocomo STYLE seriesの最終機種となり、これをもって最大で4シリーズあったフィーチャーフォンのdocomo ○○（シリーズ名） seriesはすべて終息した。

## その他機能
| 主な対応サービス                   | 主な対応サービス                                                    | 主な対応サービス                       | 主な対応サービス                                 |
| ---------------------------------- | ------------------------------------------------------------------- | -------------------------------------- | ------------------------------------------------ |
| タッチパネル                       | FOMAハイスピード                                                    | Bluetooth                              | DCMX／おサイフケータイ                           |
| iアプリオンライン／地図アプリ      | 直感ゲーム／メガiアプリ                                             | iウィジェット                          | マチキャラ／iコンシェル                          |
| docomo Palette UI                  | GPS／オートGPS／ケータイお探し／海外GPS                             | デコメール／デコメ絵文字／デコメアニメ | iチャネル                                        |
| 着もじ                             | テレビ電話／キャラ電                                                | ケータイデータお預かりサービス         | フルブラウザ                                     |
| おまかせロック／バイオ認証         | 外部メモリーへiモードコンテンツ移行／ユーザーデータ一括バックアップ | トルカ                                 | iC通信／iCお引越しサービス                       |
| きせかえツール／ダイレクトメニュー | バーコードリーダ／名刺リーダ                                        | 2in1                                   | エリアメール／ソフトウェアーアップデート自動更新 |
| GSM／3Gローミング（WORLD WING）    | 着うたフル／うた・ホーダイ                                          | Music&Videoチャネル／ビデオクリップ    | デジタルオーディオプレーヤー(AAC)(WMA)           |

## 歴史
- 2012年10月5日　テレコムエンジニアリングセンター(TELEC)による技術基準適合証明の工事設計認証（工事設計認証番号 001-P00202）
- 2012年10月11日 - NTTドコモより発表
- 2012年12月14日 - 発売開始
- 2013年10月10日 - NTTドコモより新色としてLight Blueを追加発表。Light Blue事前予約開始。
- 2013年11月29日 - Light Blue発売開始。